# Broek in Waterland

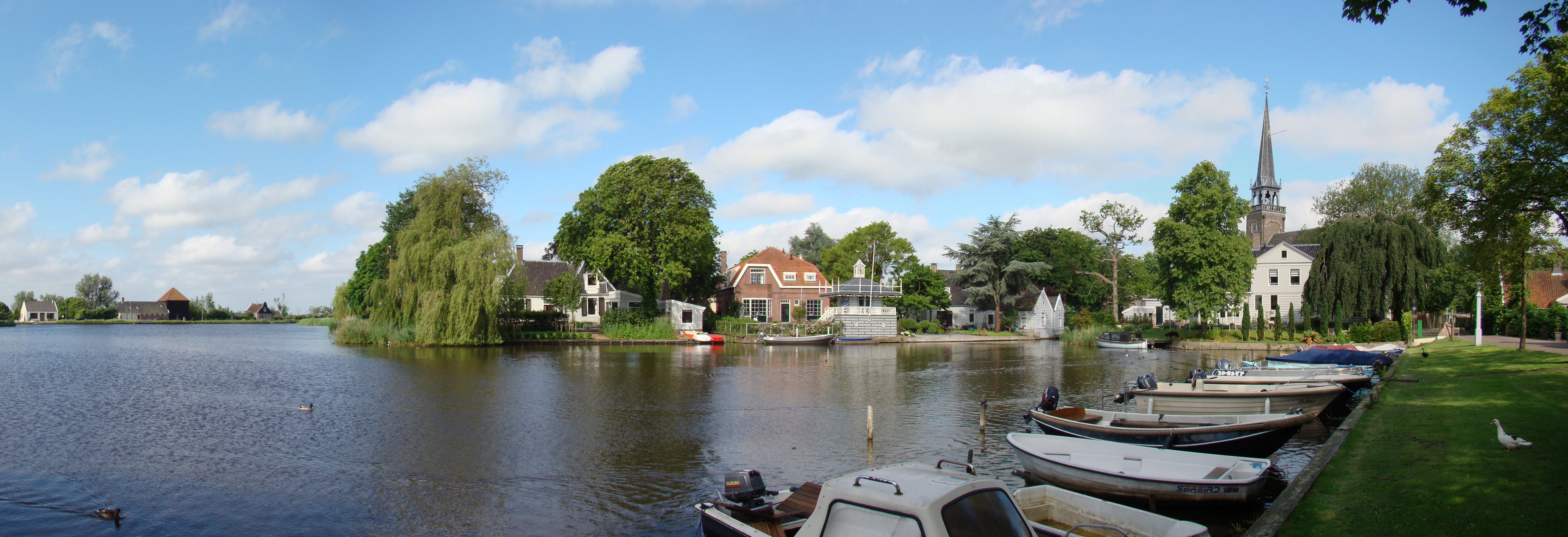
Olanda Settentrionale: panoramica del villaggio di Broek in Waterland

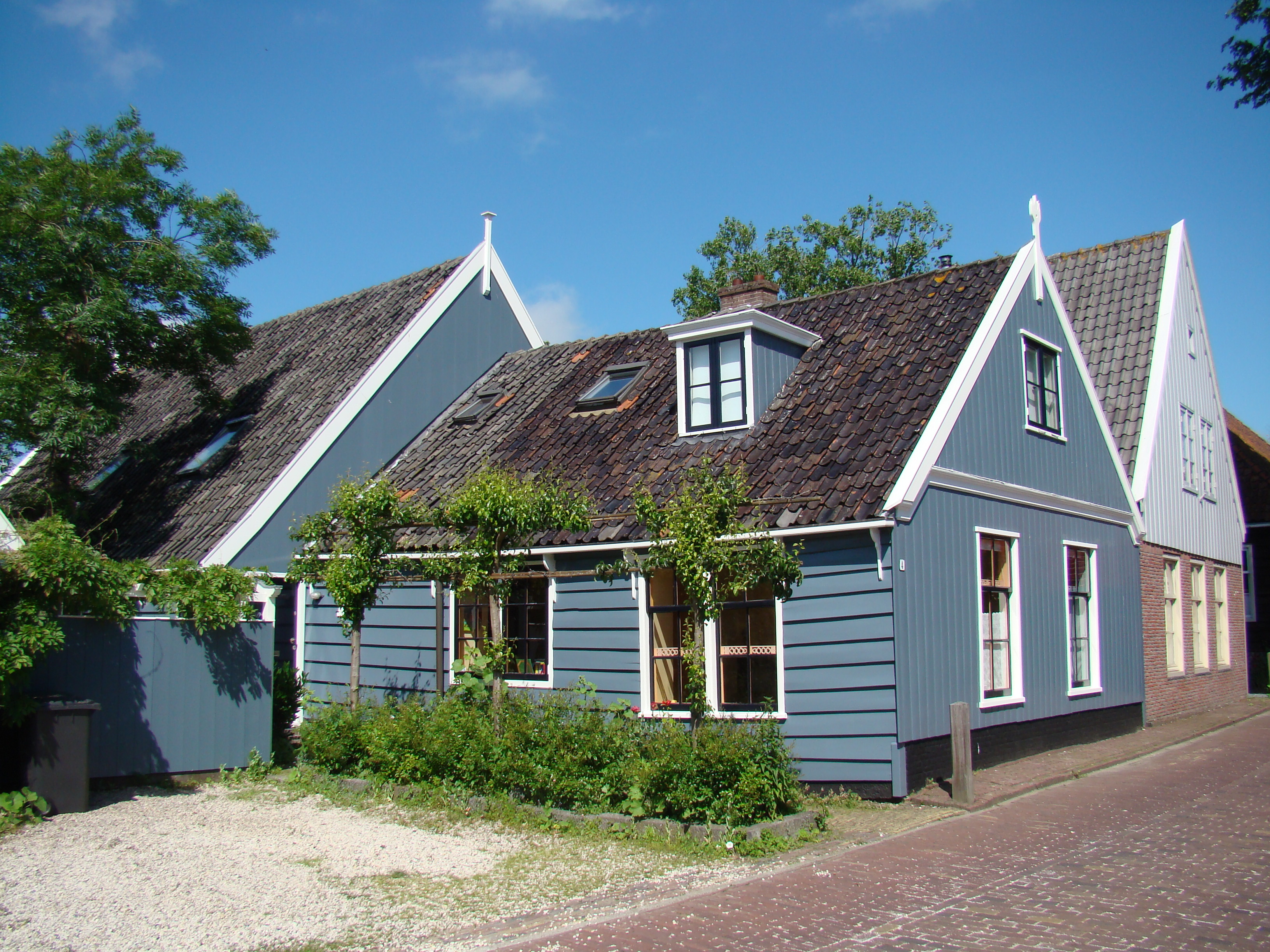
Caratteristici edifici in legno a Broek in Waterland

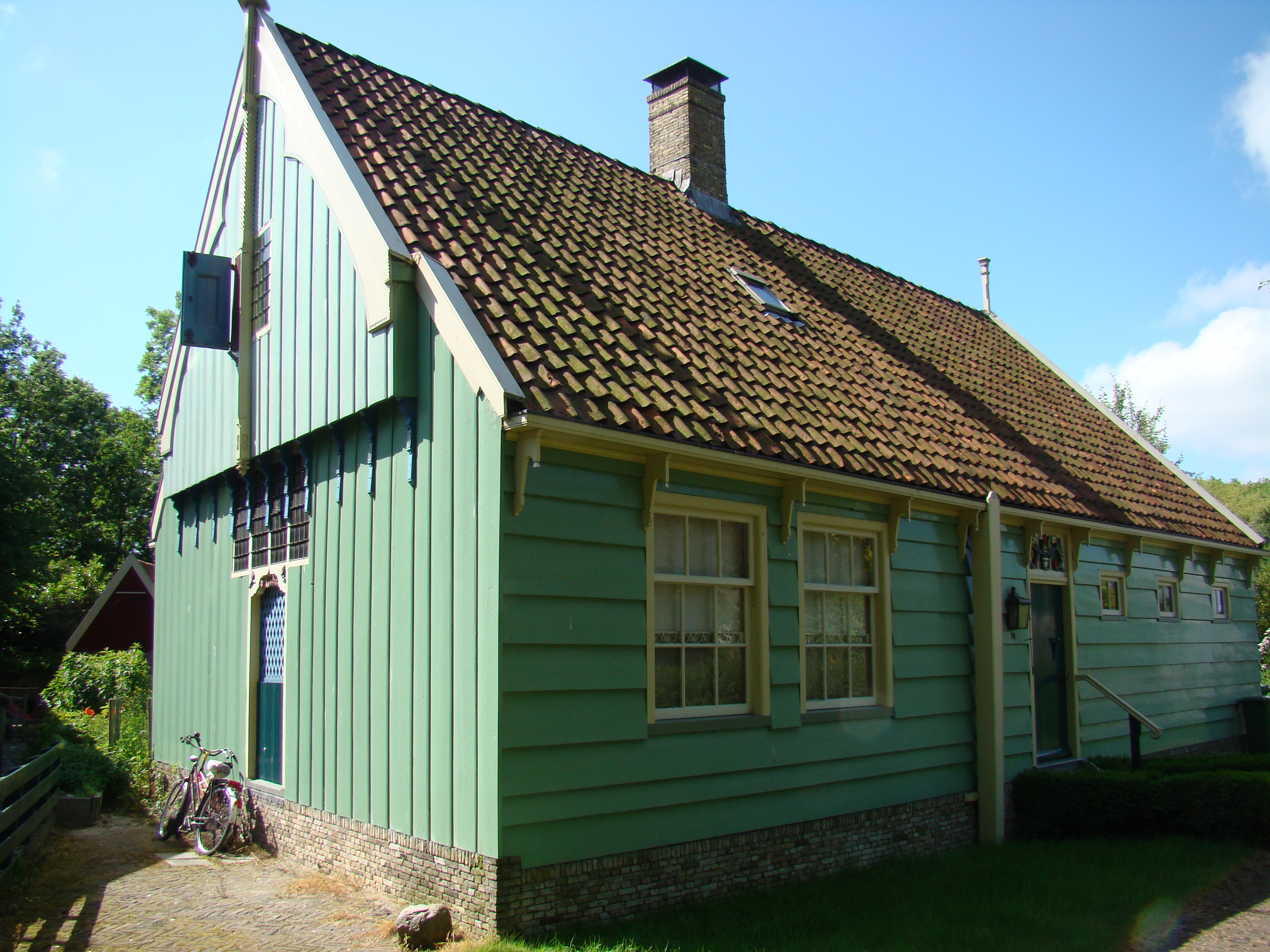
Altro edificio in legno a Broek in Waterland

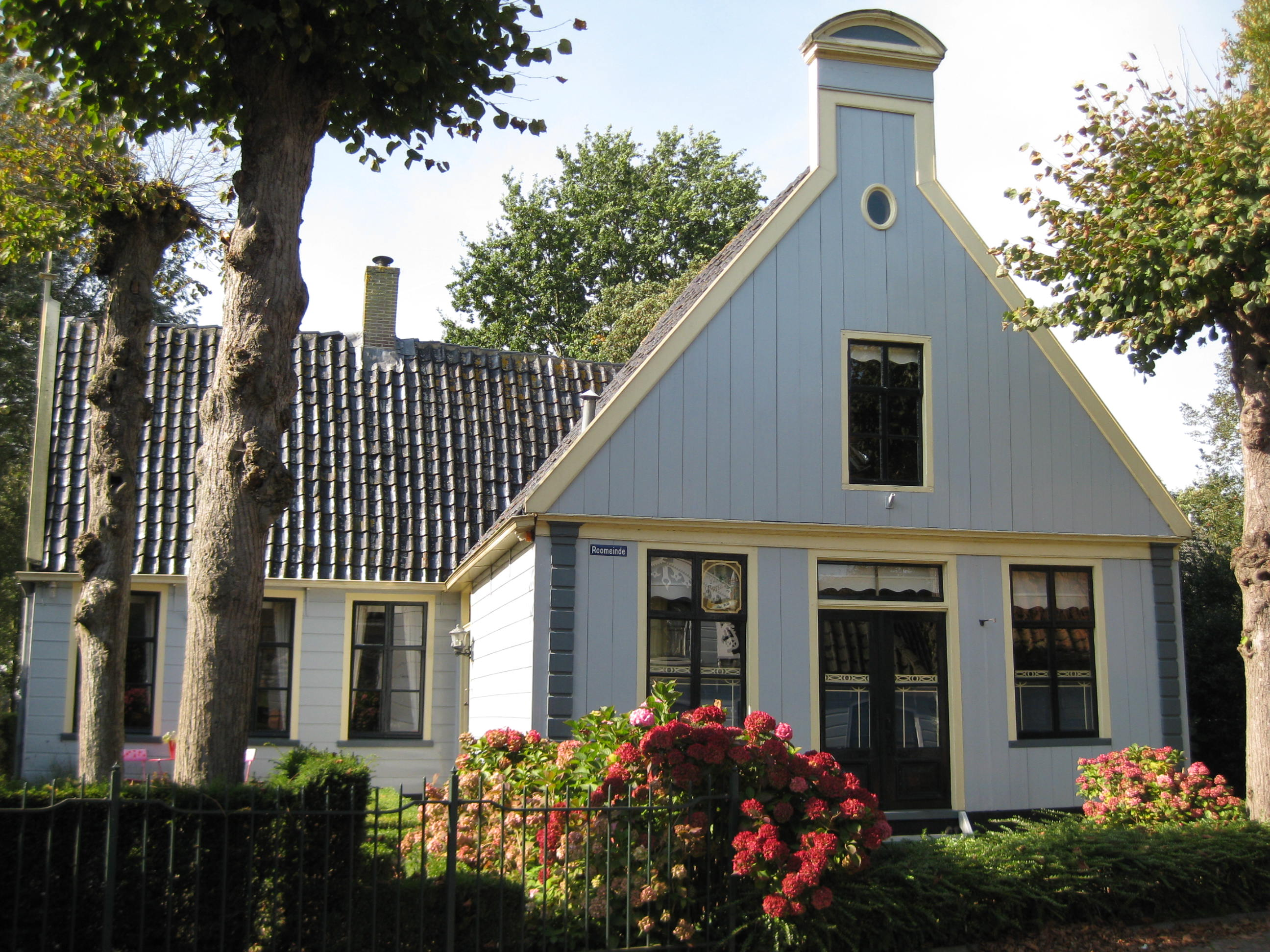
Broek in Waterland: edificio classificato come rijksmonument sulla Roomeinde

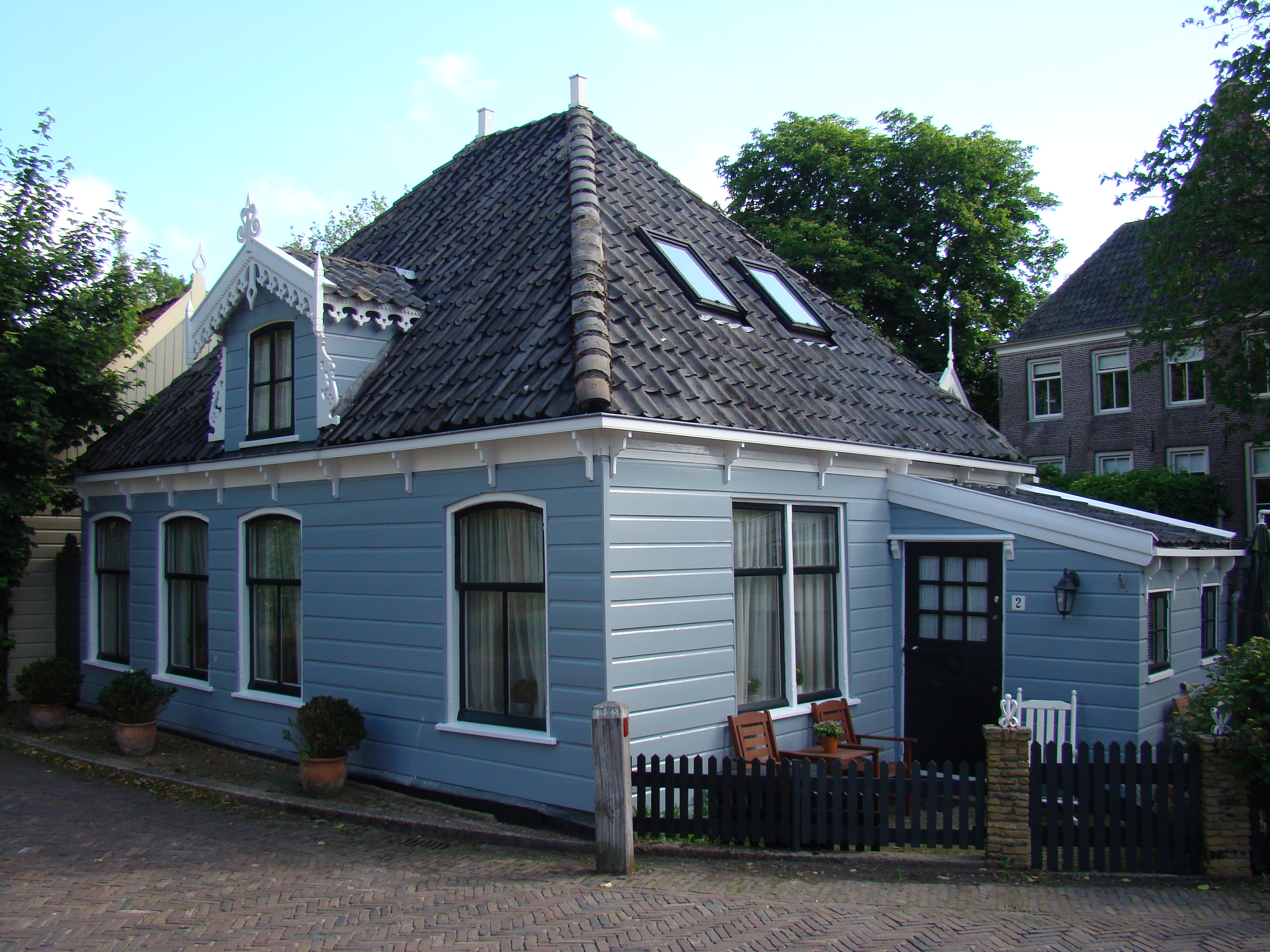
Broek in Waterland: altro edificio classificato come rijksmonument sulla Roomeinde

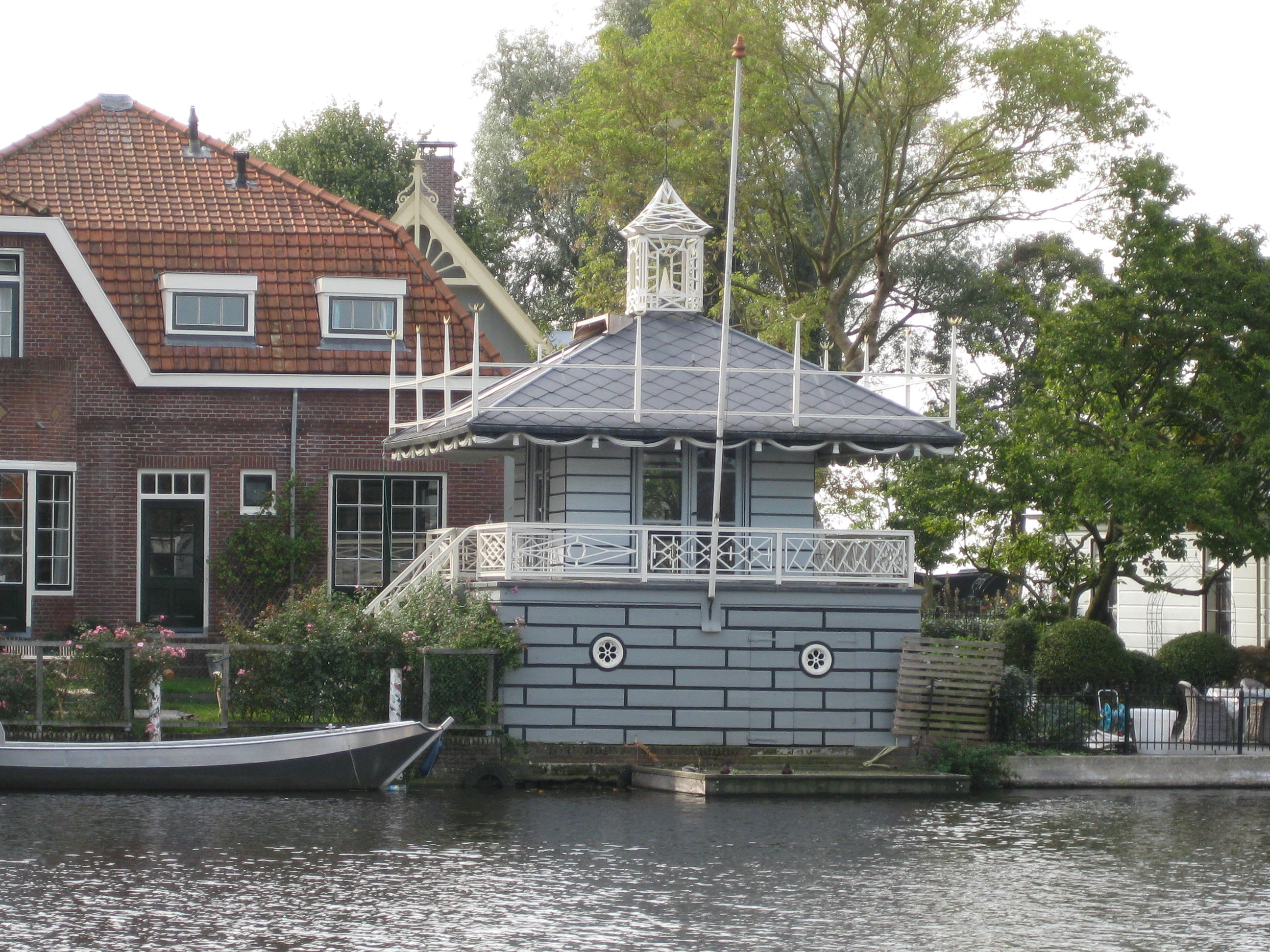
Broek in Waterland: edificio classificato come rijksmonument sulla via De Erven

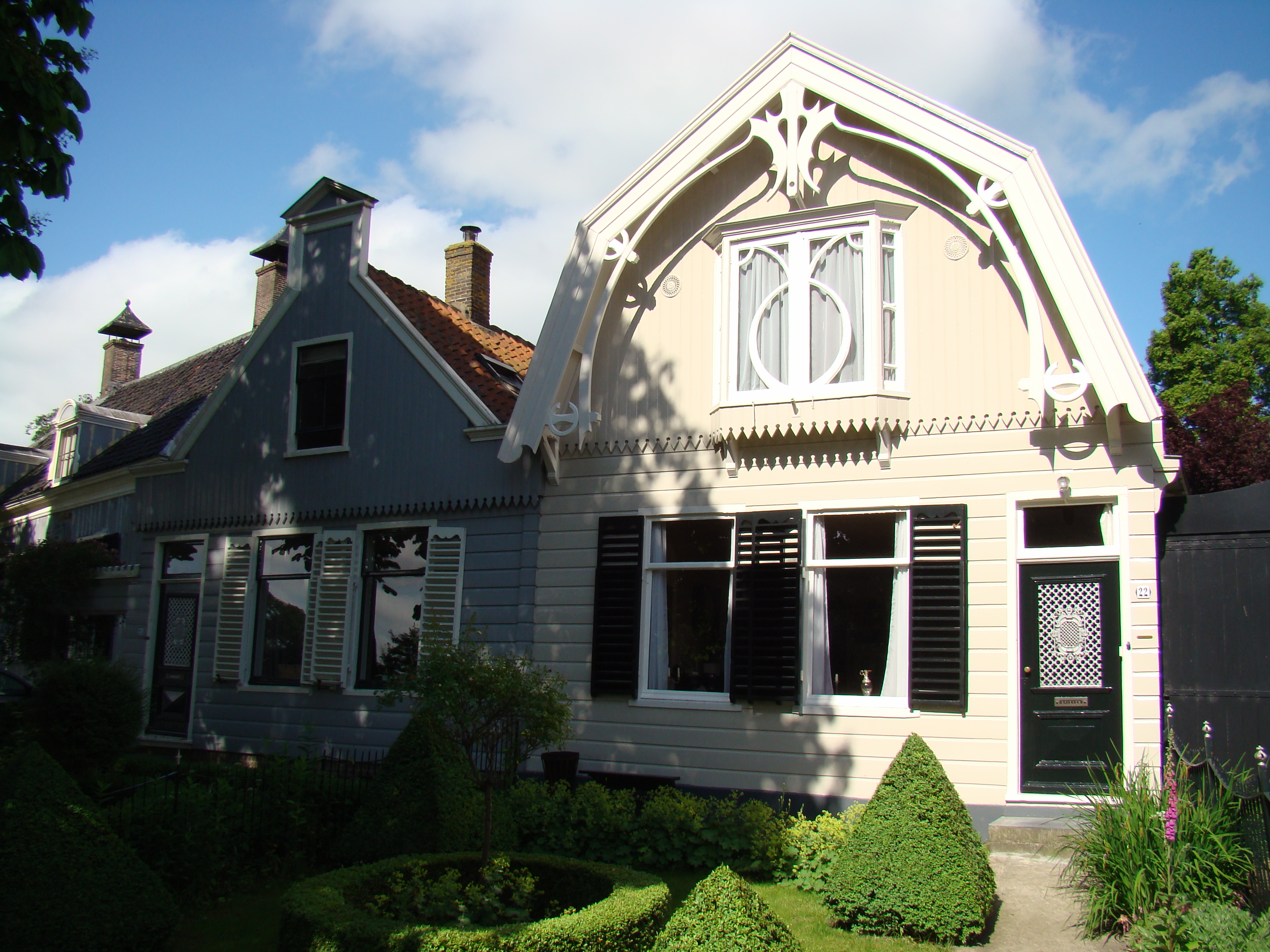
Broek in Waterland: altro edificio classificato come rijksmonument sulla via De Erven

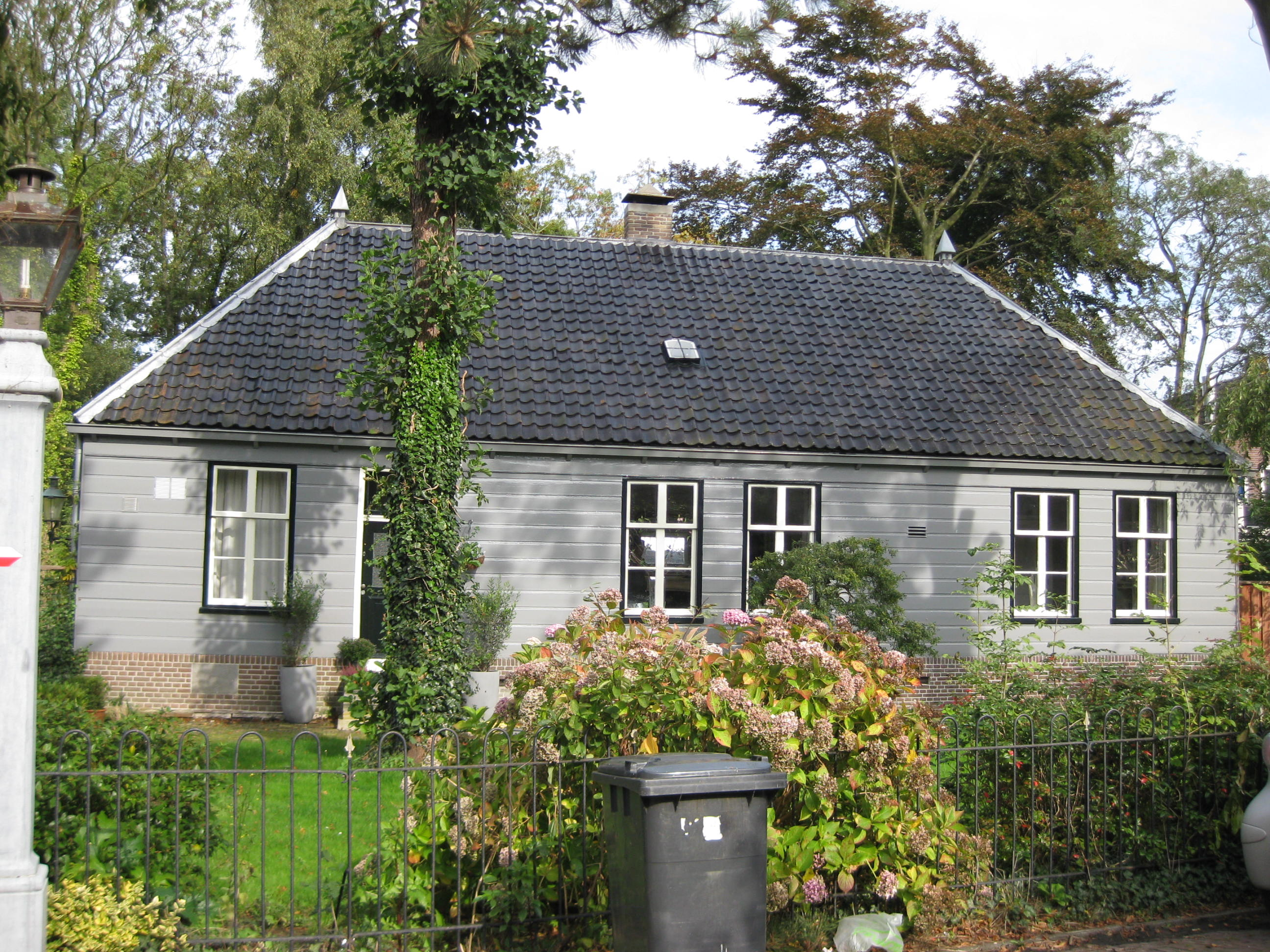
Broek in Waterland: edificio classificato come rijksmonument nella Dorpstraat

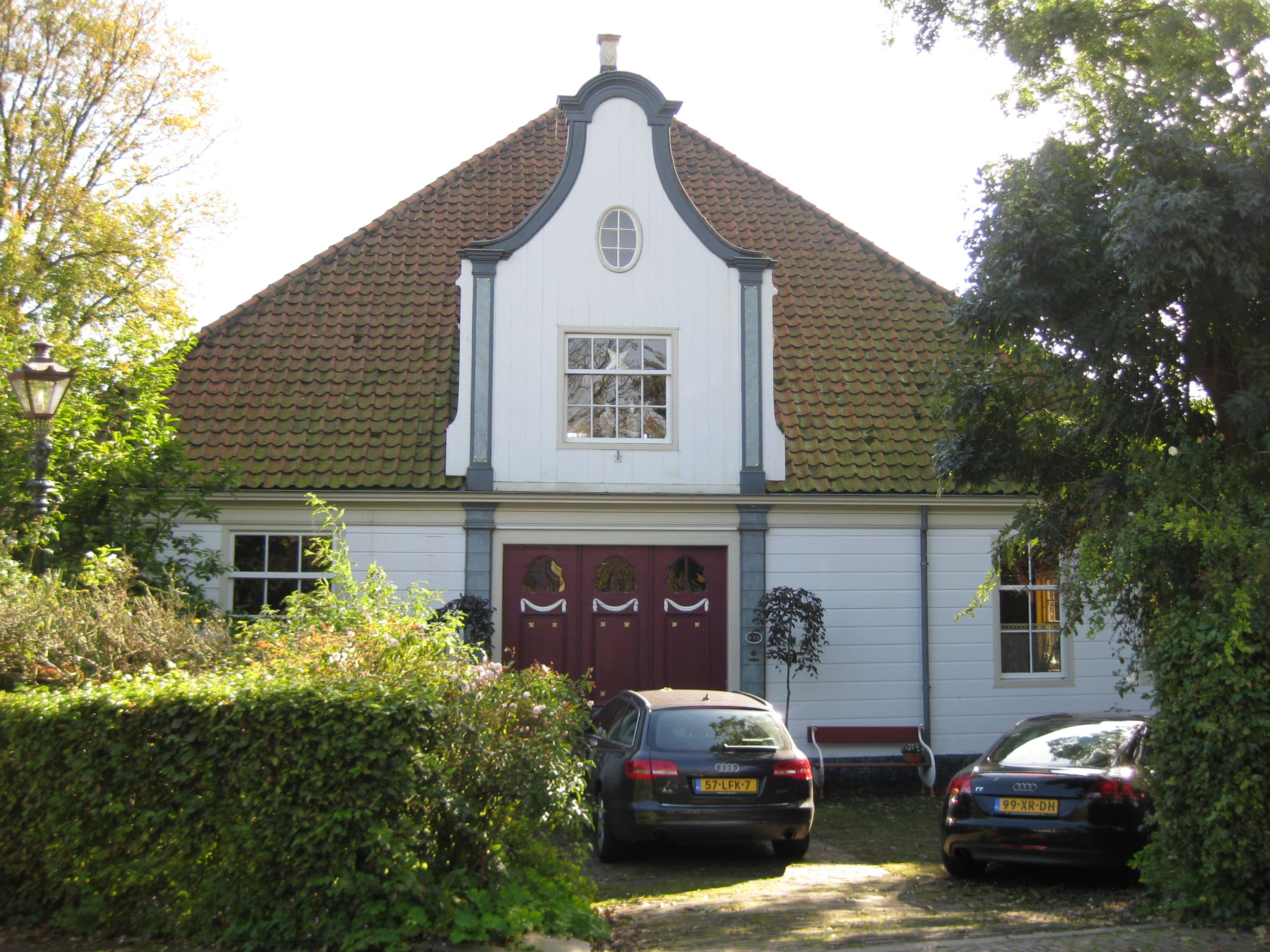
Broek in Waterland: edificio classificato come rijksmonument nella Eilandweg

Broek in Waterland (pron. /bruk in 'vatɐrlaŋt/) o semplicemente Broek (0,38 km²; 2.400 circa) è un villaggio del nord-ovest dei Paesi Bassi, situato nella regione del Waterland , nella provincia dell'Olanda Settentrionale. Dal punto di vista amministrativo, si tratta di un ex-comune, accorpato dal 1990 alla municipalità di Waterland.
Il villaggio era un tempo il luogo di ritiro dei comandanti della Compagnia delle Indie Orientali.

## Geografia fisica

### Territorio
Broek in Waterland si trova all'incirca a metà strada tra Amsterdam e Monnickendam (rispettivamente a nord/nord-est della prima e a sud/sud-ovest della seconda), e a sud-ovest di Marken. Dalla capitale Amsterdam dista circa 12,5 km.
Il villaggio è circondato da quattro laghi, il Noordmeer, il Monnickenmeer, il Bellemermeer e il Broekermeer.

## Storia
Il villaggio di Broek in Waterland è menzionato per la prima volta nella seconda metà del XIII secolo.
In quel periodo la popolazione locale viveva principalmente di agricoltura. In seguito, a partire dal XVI secolo, le attività economiche principali divennero il commercio e la pesca delle aringhe.
Le attività commerciali di Broek in Waterland conobbero il proprio apice nel corso del XVIII secolo. Gli abitanti locali si dedicavano in particolare all'importazione del grano dai Paesi Orientali, attività che garantiva ad alcuni loro una notevole ricchezza economica.
Il villaggio conobbe la fama internazionale a partire dal XVIII secolo, quando iniziò il numero dei visitatori.
Nel 1811, il villaggio fu visitato anche da Napoleone Bonaparte: questi, durante la visita della Chiesa di San Nicola, fu obbligato a togliersi gli stivali. Gli abitanti di Broek in Waterland erano infatti conosciuti per la loro ossessione per la pulizia, dovuta al fatto che temevano che un batterio potesse contaminare il formaggio che veniva prodotto in loco.
Nel 1825 il villaggio fu colpito da una violenta inondazione.
Fino al 1940 erano molte le case del villaggio che ospitavano più di una famiglia: per questo motivo, fino ad allora il villaggio conobbe uno scarso sviluppo urbanistico.

### Sindaci
- 1811-1819 Harmen Bakker (1754-1821)
- 1819-1849 Cornelis Koker (1796-1849)
- 1849-1857 Reijndert Bakker (1813-1857)
- 1857-1866 Baltus Koker (1799-1866)[9]
- 1866-1867 Cornelis Koker Baltuszoon (1828-1885)[10]
- 1867-1872 Jhr. Willem Fredrick Alewijn (1832-1888)[11]
- 1872-1891 Jacob Rems (1834-1892)
- 1891-1909 J.E.T. Wijnveldt[12]
- 1909-1910 J. Ort[13]
- 1910-1916 C.E. van Weel[14]
- 1916-1923
- 1923-1946 P.J. Peereboom[15]
- 1947-1957 P.Ph. Paul[16]
- 1957-1977 Han te Boekhorst[17]
- 1978-1991 Jan Koppenaal[18]

### Simboli
Lo stemma dell'ex-comune di Broek in Waterland reca la figura di un cigno bianco con un anello d'oro al collo.

## Monumenti e luoghi d'interesse

### Architetture religiose

#### Chiesa di San Nicola
Tra gli edifici d'interesse di Broek in Waterland, vi è la Chiesa di San Nicola, ricostruita nel 1628 dopo che l'edificio originale, risalente a prima del 1400, era stato demolito nel 1573 dagli Spagnoli nel corso della guerra degli ottant'anni.
Tra i punti d'interesse di questa chiesa, vi è la cosiddetta "Sedia del Sermone", un oggetto in ebano donato nel 1641 da una coppia di sposi.
|  |

### Architetture civili
La maggior parte degli edifici del centro storico di Broek in Waterland risale a prima del 1850.
Il villaggio si caratterizza per i suoi edifici storici in legno (molti dei quali risalenti al XVII-XVIII secolo  e situati lungo Havenrak) ornati di perline provenienti dalle Indie Orientali. Tali edifici sono distinti per colore a seconda se fossero appartenuti o meno ad un capitano: sono infatti di colore pastello quelli appartenuti ai capitani e di colore grigio tutti gli altri. Tali edifici furono probabilmente dipinti di grigio in segno di lutto dopo l'inondazione del 1825.
Gli edifici recano delle formelle, raffiguranti balene, cani, ecc.
|  |  |

## Società

### Evoluzione demografica
Al censimento del 2010 il villaggio di Broek in Waterland contava una popolazione pari a 2.399 abitanti.

## Geografia antropica

### Suddivisioni amministrative
L'ex-comune di Broek in Waterland comprendeva i seguenti centri abitati:
- Broek in Waterland
- Uitdam
- Zuiderwoude